# Corythaixoides personatus
Il turaco dalla maschera o turaco faccianuda (Corythaixoides personatus Rüppell, 1842) è un uccello della famiglia Musophagidae.

## Sistematica
Corythaixoides personatus ha due sottospecie:
- Corythaixoides personatus personatus
- Corythaixoides personatus leopoldi

## Distribuzione e habitat
Questo uccello vive nell'Africa centro-orientale, dal sud dell'Etiopia fino allo Zambia, compresa la Repubblica Democratica del Congo.